# Płytka stymulacyjna
Płytka stymulacyjna – indywidualny, akrylowy aparat ortodontyczny, z elementem stymulacyjnym w tylnej części podniebiennej służący do cofania i pionizacji języka, stosowany w rehabilitacji narządu żucia drogą terapii Castillo-Moralesa, zwłaszcza  u dzieci z rozszczepem podniebienia i hipotonią mięśniową (np. w zespole Downa). 

## Budowa
Odpowiednio wcześnie zastosowana terapia z użyciem płytki poprawia napięcie mięśni i warunkuje rozwój prawidłowych funkcji w obszarze ustno-twarzowym. U dzieci najmłodszych jako stymulator języka stosowany jest otwór w płytce lub cylinder (4 – 8 mm), a u starszych obracający się koralik. Cylinder położony jest w linii pośrodkowej szwu podniebiennego, choć zależnie od tego, którą część języka zamierza się pobudzić, jego położenie może być nieco zmienne. Cylinder jest zaprojektowany w taki sposób, że jego działanie adhezyjne stymuluje język do stałego treningu. W części przedsionkowej płytki wykonuje się wgłębienia oraz rowki, które służyć mają do stymulacji mięśnia okrężnego ust (w przypadku, gdy zachodzi tu znacząca hipotonia). Aparat jest odciążany w miejscu wyrzynających się zębów stałych, ewentualnie wymienia się go na nowy. Co około 3-4 miesiące aparat ulega wymianie, tak aby nie doszło do zahamowania wzrostu szczęki. Aparat był modyfikowany m.in. przez naukowców z Uniwersytetu Medycznego w Poznaniu i w Warszawie.

## Stosowanie
Płytkę stosować można od drugiego lub trzeciego miesiąca życia dziecka, przy czym przeciwwskazaniem dla tak wczesnej interwencji terapeutycznej są wady wrodzone, np. ciężkie zaburzenia sercowo-naczyniowe. W takich przypadkach terapię rozpoczyna się około drugiego roku życia, po dokonaniu niezbędnych zabiegów operacyjnych. 

## Wyniki
Aparat (przy założeniu, że od początku jest prawidłowo zaplanowany i wykonany) wywołuje efekt leczniczy od razu po założeniu (cofnięcie języka, domknięcie ust). Jako efekt stosowania aparatu podawane są: cofnięcie i pionizacja języka, domknięcie ust, a co za tym idzie poprawa wyglądu twarzy oraz korzystny wpływ na oddychanie, żucie, połykanie i wymowę. Według wyników czteroletnich badań z 2003 u wszystkich dzieci leczonych z użyciem płytki stwierdzono poprawę funkcji ustno-twarzowych (głównie ekspresję twarzy i motorykę mięśnia okrężnego ust). Zmniejszyła się też skłonność do chrapania. Według innych badań wykazano, że terapia przeprowadzona prawidłowo w wieku niemowlęcym i dziecięcym ma charakter trwały i stabilny (w przypadkach ciężkich dysfunkcji ustno-twarzowych u 100% osób poprawiło się napięcie mięśnia okrężnego ust, a u 81,8% pacjentów uzyskano poprawę położenia języka). Istotne jest to, że najlepsze efekty uzyskuje się u dzieci najbardziej obciążonych, a najsłabsze u tych, które mają upośledzenie nieznaczne. W badaniach polskich ustalono, że u 77,7% pacjentów stwierdzono zmniejszenie dużej hipotonii mięśnia okrężnego ust, a u 86,2% zmniejszenie nawykowego wysunięcia języka.